# Gleditsia microphylla
Gleditsia microphylla là một loài thực vật có hoa trong họ Đậu. Loài này được Isely miêu tả khoa học đầu tiên.